# Amarum (cratère)
Amarum est un cratère d'impact d'une dizaine de kilomètres de diamètre situé sur le satellite Triton de la planète Neptune par 26° N et 24,5° E, dans le sud-est du bassin d'impact de Ruach Planitia.